# Derby (sport)
Il derby è un evento sportivo di particolare rilevanza, generalmente con protagoniste due squadre della stessa città o che vivono una forte rivalità tra loro.

## Storia
Benché comunemente ricondotta all'ambito ippico, l'origine storica del termine è controversa; nel sedicesimo secolo, la città inglese di Derby fu teatro non solamente di corse tra cavalli ma anche di esibizioni proto-calcistiche nelle quali i quartieri davano vita al martedì grasso.

## Definizione
L'evolversi della terminologia sportiva portò a definire il derby come un confronto tra compagini — spesso provenienti dalla medesima città o zona geografica — separate da un'accesa rivalità di carattere agonistico. Un evento sportivo in cui si affrontano formazioni che condividono la provenienza è anche chiamato «stracittadina».
All'insorgere del dualismo possono concorrere anche fattori di natura sociale o politica.